# Comus
Comus ist eine Gemeinde mit 33 Einwohnern (Stand 1. Januar 2022) in Frankreich. Sie liegt im Département Aude in der Region Okzitanien.

## Geografie
Comus ist ein kleines Bergdorf auf einer Höhe von rund 1200 Metern. Es liegt am Nord-Ostrand des Pays d’Aillou am Oberlauf des Hers-Vif.

### Nachbargemeinden
- Camurac
- Montaillou
- Prades (Ariège)
- Belcaire

## Bevölkerungsentwicklung
| Jahr                       | 1962 | 1968 | 1975 | 1982 | 1990 | 1999 | 2006 | 2016 |
| Einwohner                  | 157  | 127  | 96   | 67   | 46   | 39   | 44   | 43   |
| Quellen: Cassini und INSEE |      |      |      |      |      |      |      |      |

## Naturdenkmäler
- Les gorges de la Frau (die Schlucht der Furcht)
- Le Pas de l’Ours (Aussichtspunkt mit Blick auf Montségur)

## Persönlichkeiten
- Aimé Sarda, Historiker (* 1918), Autor von Ces noms de lieux qui nous parlent du passé. 31-Dremil-Lafage : Impr. Loubet, 2003., Mitbegründer von Radio Montaillou, Sommer 2005.